# گاز خفگی
گاز خفگی (به انگلیسی: Asphyxiant gas) گازی غیرسمی یا با سمیت کم که غلظت طبیعی و مورد نیاز اکسیژن در هوای تنفسی را کاهش می‌دهد و منجر به مرگ می‌شود.
نمونه های قابل توجه گازهای خفگی عبارتند از متان، نیتروژن، آرگون، هلیوم، بوتان و پروپان.